# Riedlingen
Riedlingen là một xã ở huyện Biberach ở bang Baden-Württemberg thuộc nước Đức. Đô thị này có diện tích 64,96 km², dân số thời điểm 31 tháng 12 năm 2020 là 10.670 người.